# Код: Красный
«Код: Красный» (англ. Code Red) — двадцатый эпизод второго сезона американского мультсериала «Мстители: Величайшие герои Земли».

## Сюжет
Министр обороны США Делл Раск ругает Мстителей по телевидению. Капитан Америка говорит Железному человеку не обращать на него внимания, а Тони предлагает Стиву занять пост лидера команды. Он не успевает ответить, как происходит взрыв, выпускающий химические токсины в воздух. Кэп заражается, превращаясь в подобие Красного Черепа. Химикаты заражают и жителей Нью-Йорка. Тор развеивает ядовитое облако, а Мстители изучают, что случилось с Кэпом. Оса падает в обморок, также заражаясь токсичным веществом. Раск звонит Мстителям, обвиняя во всём их, и отправляет армию арестовать команду. В особняк Мстителей также являются Док Самсон, Сокол и Зимний солдат. Они вырубают Мисс Марвел. На Тора в городе нападает Красный Халк. Кэп не хочет лежать на больничной койке и встаёт, но сталкивается с Зимним солдатом. Тот ловко увёртывается от автоматизированных пушек и уничтожает их, что поражает Кэпа. Старк обнаруживает, что Чёрная пантера тоже заразился. Он закрывается от Самсона, а с тем начинает битву Мисс Марвел. Тор продолжает сражаться с Красным Халком, а Сокол борется с Соколиным глазом в тренажёрном зале. Самсон побеждает Кэрол, а Клинту удаётся оглушить Сокола.
Бартон сообщает Старку, что нашёл устройство, которое распылило химикаты, и говорит, что оно сделано для МО США. Тони понимает, что Раск подставил их, но не понял зачем. Самсон врывается к Железному человеку, но сзади его вырубает заражённая Мисс Марвел. Антивирус готов, и Д.Ж.А.Р.В.И.С. синтезирует его. Тор справляется с Красным Халком. Тони вкалывает лекарство Т’Чалле, и тот приход в норму. Затем Старк оздоровляет Джен, но не видит Кэпа. Последнего Зимний солдат доставляет в Пентагон к Раску, и министр обороны начинает избивать Роджерса. Железный человек летит туда, отрываясь от военных, и издалека выстреливает капсулу с антивирусом в окно, где видит Раска и Кэпа. Её успевает поймать Зимний солдат, а министр обороны продолжает наслаждаться избиением Стива Роджерса. Кэп собирается с силами и срывает маску с лица Раска, обнаруживая Красного Черепа под ней. Он продолжать пинать Капитана Америка, а затем приказывает Зимнему солдату добить его. Однако тот вкалывает антидот Кэпу, и тогда Красный Череп хочет застрелить предателя, но его останавливает Стив. Капитан Америка выбрасывается с ним из окна Пентагона и побеждает злодея на лужайке. Вернувшись в здание, Кэп уже не видит в нём Зимнего солдата. Вскоре на авианосце «Щ.И.Т.а» Тони говорит, что Самсона и Сокола будут лечить от гипноза Красного Черепа, а Соколиный глаз удивляется, как военный преступник Второй мировой войны стал министром обороны США. Капитан Америка же разглядывает пустую колбочку антивируса, размышляя о Зимнем солдате.

## Отзывы
Джесс Шедин из IGN поставил серии оценку 7,5 из 10 и написал, что «эпизод „Величайших героев Земли“ на этой неделе был весьма амбициозным». Он продолжил, что «„Код: Красный“ был свободной адаптацией одноимённой сюжетной линии из комиксов, но также вернул Красного Халка на передовую и исследовал тайну Зимнего солдата и его связь с Капитаном Америка». Критик добавил, что эпизод «был интересным». Рецензент лишь сожалел, что «масштаб атаки Красного Черепа был очень ограничен по сравнению с оригинальной историей», ведь «вместо того, чтобы стать глобальной пандемией, вирус поразил только Мстителей и мирных жителей Манхэттена в непосредственной близости [от особняка]».